# Джунгли зовут! В поисках Марсупилами
Джунгли зовут! В поисках Марсупилами (фр. Sur la piste du Marsupilami) — французский фильм 2012 года, основанный на серии комиксов о Марсупилами. Премьера в России прошла 2 августа 2012 года.
Съёмки проходили на территории Бельгии и Мексики.
Кассовые сборы в России составили более $1 280 734.

## Сюжет
Спасти карьеру некогда знаменитого телеведущего Дэна Джеральдо (Ален Шаба) может лишь одно — сенсация. В поисках загадочных фактов журналист отправляется в таинственную страну Паломбию. С помощью неутомимого местного авантюриста Паблито (Жамель Деббуз) он выходит на след самого загадочного существа на Земле — рыжего и пушистого, сумчатого и хвостатого зверя Марсупилами. Обаятельнейшее животное каким-то непостижимым образом связано с тайной вечной молодости, и на него объявлена настоящая охота. Путешественникам придется спасти Марсупилами от безумных ученых, грозных военных, алчных браконьеров, тонкоголосого великана Боло и прочих напастей, которые таят джунгли.

## В ролях
- Жамель Деббуз — Паблито Камароне
- Ален Шаба — Дэн Джеральдо
- Фред Тестот — Эрмозо
- Жеральдин Накаш — Петуния
- Ламбер Вильсон — генерал Почеро
- Патрик Тимсит — Капрал
- Лия Кебеде — Рейн Пая
- Великий Кали — Боло
- Жак Вебер — Папа Дэна Джеральдо